# Šime Storić
Šime Storić (Čista Velika, 26. listopada 1943.), hrvatski prozaik, dramski pisac, pisac za djecu

## Životopis
Rodio se je u Čisti Velikoj, 1943. godine. Osnovnu školu završio u Stankovcima, 1959., gimnaziju, prvi i drugi razred, u Šibeniku i, treći i četvrti razred, u Osijeku, Pedagošku akademiju, 1966., u Šibeniku, predmete matematiku i razrednu nastavu, te Filozofski fakultet, 1987., u Zagrebu, studij jugoslavenski jezici i književnosti. Cijeli radni vijek radio kao učitelj u više mjesta u Hrvatskoj, u mirovinu otišao 2007. Zadnje radno mjesto učitelj matematike u Osnovnij školi Vrbani u Zagrebu. Poslije umirovljenja živi u Zagrebu i u Čisti Velikoj.   
U književnost je ušao zbirkom pripovijedaka Križ, Omiš, 1971. Objavljivao u dječjim časopisima: Modroj lasti, Smibu i Radosti, priče za djecu i zanimljivosti; potom u Večernjem listu, Vjesniku, Slobodnoj Dalmaciji, Hrvatskom slovu, Tomislavu, Velebitu i Republici, uglavnom prozu, priče. Za roman Poljubit ću je uskoro možda dobio je nagradu Mato Lovrak 2001. godine te se knjiga nalazi na popisu obveznih osnovnoškolskih lektira. 2001. godine dobio je 3. nagradu za dramsko djelo Marin Držić Mrtvac poginuti ne može . 2006. je dobio nagradu Anto Gardaš za djelo Mačka se uvijek dočeka na noge.